# Sinarella
Sinarella é um gênero de traça pertencente à família Arctiidae.